# Ordinationslinie
Als Ordinationslinie (Pâli: Nikâya) bzw. Transmissionslinie gilt im Buddhismus die Herkunft (Ableitung) der buddhistischen Mönchsweihe. Alle Ordinationslinien leiten sich auf Siddhartha Gautama (Gotama Buddha) zurück, der nach seiner Erleuchtung die ersten Schüler als Bhikkhus, also als „Wandermönche“, annahm.
Die buddhistische Mönchsweihe war in den ersten Jahrhunderten genauestens durch Ordensregeln vorgeschrieben. Erst mit der Spaltung des buddhistischen Ordens und der damit verbundenen Auffächerung in verschiedene buddhistische Traditionen (Mahayana und Hinayana) bildeten sich Ordinationslinien heraus, die sich je nach Herkunftsland und Lehrauffassung unterschieden.
Die Beschäftigung mit der Legitimität der Ordinationslinie in allen buddhistischen Ländern spielte immer eine äußerst wichtige Rolle. So finden sich auch Mehrfach-Ordinationen, da einige Buddhisten sichergehen wollten, dass sie in der direkten Linie der Dharma-Erben Buddhas stünden (z. B. Shōmu und Mongkut). Hinzu kommt, dass viele Mönche bei verschiedenen Meistern studierten. Einige Transmissionslinien wirken verglichen mit der historischen Realität stark geglättet und rekonstruiert (z. B. beim Zen). Innerhalb der Tempelnetzwerke und Schulen wurden Ordinationslinien zur gegenseitigen Ein- und Abgrenzung genutzt.

## Theravada
Mittlerweile gibt es selbst in den Ländern des Theravada-Buddhismus unterschiedliche „Mönchskapitäle“, die sich durch ihre Ordination voneinander unterscheiden. Die Unterschiede der einzelnen Ordinationslinien betreffen zumeist die Kasten-Zugehörigkeit der Mönchsanwärter oder die Strenge, mit der Ordensregeln (Vinaya) eingehalten und praktiziert werden.
In Sri Lanka gibt es derzeit drei große Ordinationslinien:
1. Sayam Nikaya
2. Amarapura Nikaya
3. Ramanna Nikaya

Die erste Ordinationslinie (Siam Nikaya) wurde in Thailand (seinerzeit Siam genannt) initiiert. Um den buddhistischen Mönchsorden in Sri Lanka nach den Wirren der Kolonialzeit zu stärken, erhielt eine Reihe von Singhalesen ihre Ordination in Thailand und wahrten somit die „Reinheit“ der Ordinationslinie, die daraufhin in Sri Lanka fortgesetzt werden konnte. Ähnliche „Wiederaufnahmen“ der Ordinationsweihe hatte es während des gesamten asiatischen Mittelalters gegeben.
Die zweite Ordinationslinie erschien einige Jahrzehnte später in Form einer Protestbewegung, da das Sayam Nikaya vornehmlich Mönche aus höheren Kasten ordinierte.
Die jüngste Ordinationslinie, das Ramanna Nikaya, wurde in den 1950er Jahren als Reformbewegung gegründet. Die Einrichtungen und Klöster dieser Ordinationslinie gelten gemeinhin als strenger und meditativer.